# Amicale sportive Dragons Bilima
Pour les articles homonymes, voir AS Dragon et Association sportive Dragon.
Maillots
Actualités
L'Amicale sportive Dragons Bilima est un club congolais de football de la linafoot basé à Kinshasa, elle fut aussi appelée Amicale sportive Bilima.
Santos Muntubile , dit Santa Marie, est le président de l'AS Dragons. Il est élu à ce poste au terme d'une assemblée générale extraordinaire tenue en novembre 2018.

## Histoire
Le club a été fondé en 1938 sous le nom de AS Bilima. Après l'indépendance du pays vis-à-vis de la Belgique en juin 1960, l'équipe s'est développée pour devenir un club de premier plan qui a été prouvé par le premier championnat de 1965. Par la suite, une domination entre le trio AS Vita Club, Imana Kinshasa et Tout Puissant Mazembe s'est développée et a été difficile à briser. 1969, l'homme d'affaires congolais Édouard Mwe di Malila Apenela commence à gérer As Dragons en tant que président et donateur. À son arrivée, il a amené des joueurs comme Pembele Ngunze, Magie Mafwala et Romain Bamuleke. Grâce à son engagement financier et moral, l'équipe a pu atteindre la finale de la Coupe d'Afrique des clubs champions, après son deuxième titre de champion en 1979 et 1980. L'adversaire camerounais Canon Yaoundé pourrait remporter la finale. Après un nouveau titre en 1982, l'équipe a décroché son quatrième titre de champion en atteignant à nouveau la finale de 1984 en Coupe d'Afrique des clubs champions . Mais l'adversaire FAR Rabat était trop fort. Dans les années 1990, le club a été nommé Amicale Sportive Bilima, simplement AS Bilima et a remporté à plusieurs reprises la Coupe du Congo . Mais cependant, l'équipe n'a pas pu égaler les réalisations précédentes. Plus tard, l'homme d'affaires Edouard Mwe di Malila Apenela a laissé le titre de président pour passer le contrôle à d'autres. Il reste dans le club en tant que donateur et en tant que président du comité suprême. Actuellement, Lilian Lumande est la présidente du club,.

## Palmarès
- Coupe du RD Congo (5)[7]
  - Vainqueur : 1965, 1996, 1997, 1998, 1999
  - Finaliste : 1985, 2006, 2009

- Entente provinciale de football de Kinshasa
  - Vainqueur : 1948, 1951, 1952, 1960, 1964, 1966, 1978, 1981, 1983

- Coupe des clubs champions africains
  - Finaliste :1983 et 1985

## Personnalités du club

### Historique des entraîneurs
- ?? :  Albert Kanta Kambala
- 1980-1981 :  Erneste Mokili[8]
- 1985-1988 :  Domenico Ricci[9],[10],[11],[12],[13],[14]
- 1988-1990  Médard Lusadusu Basilwa
- ??-?? :  Tambwe Zedia
- 1996-1997 :  Bruno Bla[15]
- 2006 :  Guillaume Ilunga
- ??:  Ambroise Luende
- 2009 :  Guy Roger Limolo[16]
- ?? :  Fanfan Epoma[17]
- 2013-2014 :  Yvon Kitenge[18]
- 2015 :  Papy Kimoto
- 2016 :  Dabusu Nzale[19]
- 2016 :  Baudouin Lofombo[20]
- ?? :  Jacques Kingambo
- 2017 :  Santos Muntubile
- 2017 :  Gaspard Wakusia
- 2018 :  Micho Malala (intérim)[21]
- 2018 :  José Mundele[22]
- 2019 :  Pepe Baseko[23]

### Présidents

#### Coordination
- 1938 - :  François Kalala
- -1969 :  Joseph Makambu[24]
- 1969-1987 :  Édouard Mwe di Malila Apenela
- Baron Manoka[25]
- Idrissa[25]
- Paulusi Kabongo[26]
- André Milton Kilandamoko
- J.P Mbaya Nzubu
- Kabuita Nyamabo
- Joseph Bossekota[27]
- Samuna
- Monse Mommone
- Wa Zabanga
- 1987-1998 :  Michel Ilumbe
- 2001 :  Mwanabangu Mukanya[28]
- - 2008 :  Édouard Mwe di Malila Apenela
- 2008-2018 :  Lilian Lumande[29]
- 2015-2018 :  Franck Molisho
- oct 2018- :  Thierry Tonduangu[30]
- 2022 - :  Claude Sumata[31]

#### Football
oct 2018- :  Santos Muntubile

### Autres sports

#### Voleyball

##### Président
- oct 2018- :  Arsène Mbizi[32]

#### Judo

##### Président
- oct 2018- :  Jean Ntoya[32]